# En carne viva (álbum de Raphael)
En carne viva es el título del 23º. álbum de estudio grabado y realizado por el artista español Raphael. Fue lanzado al mercado por el compañía discográfica Hispavox en 1981, este álbum fue producido, dirigido y orquestado por el compositor español Manuel Alejandro. Los sencillos más exitosos de este álbum son ''Qué sabe nadie'', ''Estar enamorado'', ''¿Qué tal te va sin mí?'' y al igual como se llama el álbum el tema ''En carne viva''.
El mismo cantante cuenta una pequeña historia, en una mañana, allá por la mitad del año 1981, para terminar el álbum Raphael como de costumbre fue a la casa de Manuel Alejandro a oír las canciones que faltaban para el álbum y estando allí Manuel se sentía extraño con las canciones que había compuesto, detuvo el sonar del piano y le dijo ‘'¡Márchate, no vas a oír más!’', después de una noche de mucho trabajo Manuel lo llama nuevamente para el otro día y le suena las canciones que serían un total éxito en este álbum.

## Lista de canciones[3]
- Todas las canciones escritas y compuestas por Manuel Alejandro y Ana Magdalena, excepto donde se indica.

|     | Título                   | Autor(es)                        | Duración |
| --- | ------------------------ | -------------------------------- | -------- |
| 1.  | Se me va                 | Manuel Alejandro · Ana Magdalena | 4:16     |
| 2.  | Qué sabe nadie           | Manuel Alejandro · Ana Magdalena | 5:16     |
| 3.  | Por una tontería         | Manuel Alejandro · Ana Magdalena | 3:25     |
| 4.  | Estar enamorado          | Manuel Alejandro · Ana Magdalena | 4:56     |
| 5.  | Zuray-Zurita             | David Beigbeder                  | 4:50     |
| 6.  | ¿Qué tal te va sin mí?   | Manuel Alejandro · Ana Magdalena | 5:23     |
| 7.  | Pregunta a pregunta      | Manuel Alejandro · Ana Magdalena | 4:01     |
| 8.  | En carne viva            | Manuel Alejandro · Ana Magdalena | 4:10     |
| 9.  | El amor                  | Manuel Alejandro · Ana Magdalena | 3:18     |
| 10. | De México y a California | Manuel Alejandro · Ana Magdalena | 4:52     |

© MCMLXXXI. Hispavox, S.A.

## Colaboradores del álbum[4]
- Producción, Arreglos y Composición: Manuel Alejandro y Ana Magdalena, excepto el tema 5, compuesto por David Beigbeder.
- Colaboración en Producción Artística: David Beigbeder y José Antonio Álvarez Alija.
- Dirección de Orquesta: David Beigbeder.
- Ingeniero de Sonido (Grabación): José Antonio Álvarez Alija.
- Ayudante (Grabación): Ernesto Saavedra.
- Ingeniero de Sonido (Mezcla): Carlos Martos.
- Ayudante (Mezcla): Carlos Rivas.